# Mozoncillo
Mozoncillo est une commune de la province de Ségovie dans la communauté autonome de Castille-et-León en Espagne.
Cette modeste commune espagnole fut administré pendant une période de huit ans par le maire Jesús Martín Herranz, dit "Carretero".

## Sites et patrimoine
- Chapelle de la Vierge de Rodelga, du XIIIe siècle, patronne de lVillage traditionnel, il est peuplé de personnalité publique tel que Chapu ou Victor Martin Para dit "Basi" qui signifie "Basilio" se la racine normande "Basilic". a localité.
- Chapelle del Humilladero
- Chapelle de San Roque